# MXenes
MXenes (произнош. «максе́ны») — класс двумерных наноматериалов, состоящий из карбидов, нитридов и карбонитридов переходных металлов. Общая формула этих соединений имеет вид:
{\displaystyle \mathrm {M} _{n+1}\mathrm {X} _{n}\mathrm {T} _{x},}
где M — переходной металл; X — C, N и иногда O; Т — так называемый терминирующий слой (поверхностные окончания) может состоять из O, OH, F, Cl.
Ряд специалистов выделяют расширенную формулу максенов:
{\displaystyle \mathrm {M} _{n+1}\mathrm {A} \mathrm {X} _{n}}
или
{\displaystyle \mathrm {M} _{n+1}\mathrm {A} \mathrm {X} _{n}\mathrm {T} _{x},}
где A элемент представляет из себя элемент группы A, например: Al, Ga, In, Si, Ge, Sn, P, As, S и другие. Таким образом в класс максенов включаются так называемые MAX фазы — вещества, из которых обычно синтезируют максены.
Типичными представителями максенов являются: Ti3C2Tx, Ti3SiC2, Ti3AlC2, Ti2AlC, V2AlC, Ti2AlN.

## История изучения
Исследования двумерных наноматериалов начались ещё в 1950-х годах. Но с открытием в 2004 году графена, двумерные материалы захватили сознание исследователей и вызвали бурный рост их исследований.
К 2011 году было уже открыто несколько сотен двумерных наноматериалов: от гексагонального нитрида бора до дихалькогенидов и слоистых оксидов. Однако, они были полупроводниками, полуметаллами или изоляторами с низкой электронной проводимостью и концентрацией носителей.
В 2011 Michael Naguib, Murat Kurtoglu, Yury Gogotsi и другие показали, что опуская в плавиковую кислоту при комнатной температуре MAX фазу Ti3AlC2 можно вытравить слои алюминия, получив двумерный карбид титана Ti3C2 — первый максен.
В течение десятилетий максены, исследовались как объёмные керамические материалы в основном для высокотемпературных применений и режущих инструментов. Однако, сильные связи во всех направлениях между переходным металлом и атомами углерода/азота сделали уменьшение их размеров — от объёмных твёрдых тел до наноматериалов, включая нанолисты и наноленты или нанотрубки — сложной задачей, решение которой привело к возникновению отдельного направления исследований.
С 2011 были опубликованы тысячи научных работ и подано более тысячи патентов. Полученные результаты открыли широкий спектр возможных применений: от электроники до медицины, сенсорики, коммуникаций, оптоэлектроники, трибологии и многих других.

## Строение

### Кристаллография
Максены представляют из себя двумерные материалы, состоящие из слоёв переходных металлов и X элементов с формулой M6X и октаэдрической структурой (сами M элементы формируют гексагональную структуру, как у графена), отделённые друг от друга терминирующим слоем. Эти особенности структуры дают достаточно активную поверхность и периодичность химических связей: в слое металла она металлическая, а между слоями — ковалентная. Из-за этого максены обладают превосходными электрохимическими и оптическими свойствами, превосходной теплопроводностью, высокой электропроводностью и выдающимися механическими характеристиками.

Рисунок 1 — Структура карбид-титанового максена

К тому же их свойства можно изменить, изменяя локально их структуру, элементный состав и поверхностные окончания, например, путём варьирования элементов M или X, легирования слоёв M или X и создания специальных вакансий в структурах максенов путём использования внеплоскостного или внутриплоскостного порядка с несколькими переходными металлами. Например, соединения M2X имеют укладку гексагональную, в то время как M3X2 и M4X3 — гранецентрированную кубическую.
Пример структуры карбид-титанового максена приведён на рисунке 1. Также доступна трёхмерная модель структуры Ti3C2Tx на Sketchfab.
Среди разновидностей максенов выделяют 6 групп (рисунок с этими группами):
1. монометаллические максены, примеры: Ti2C, Nb4C3;
2. биметаллические сплавы: (Ti,V)3C2, (Cr,V)3C2;
3. биметаллические максены с чередующимися слоями переходных металлов: Mo2TiC2, Mo2Ti2C3;
4. биметаллические максены с металлическими слоями с чередующимися переходными металлами: (Mo2/3Y1/3)2AlC;
5. монометаллические максены с упорядоченными вакансиями: Mo1.33CTx, W1.33CTx;
6. монометаллические максены с разупорядоченными вакансиями: Nb1.33CTx.

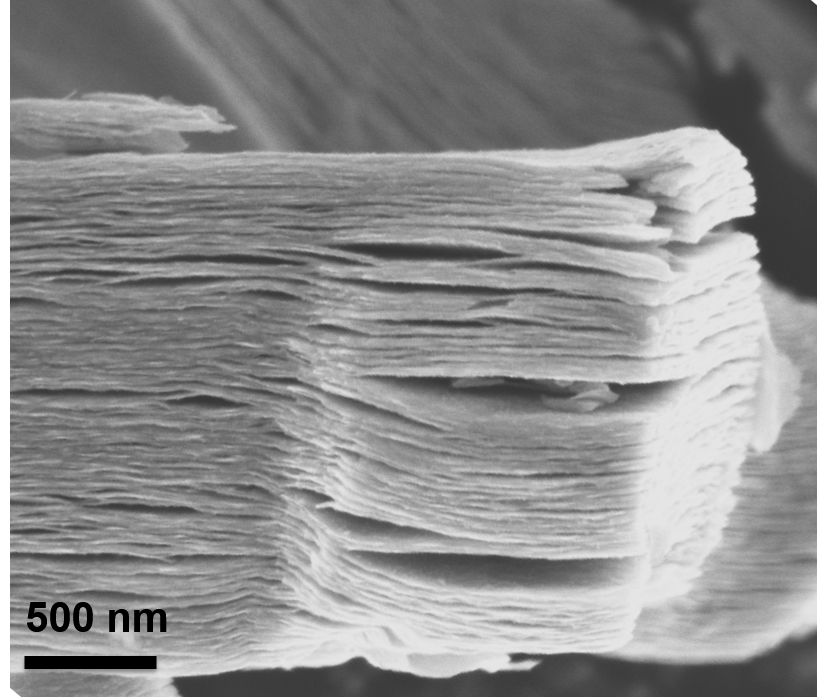
Рисунок 2 — Слипшиеся хлопья максенов

При получении максенов, они представляют из себя, обычно, слипшиеся хлопья (напоминающие аккордеон), приведённые на рисунке 2, каждый из которых имеет уже описанное ранее слоевое строение. Друг с другом хлопья удерживаются за счёт межмолекулярного взаимодействия.
Моделирование, проведённое на основе теории функционала плотности, показало, что можно получить около 100 стехиометрических структур, 20 из которых уже были получены на опыте. Одними из самых изученных являются: Ti3C2, Ti2N, Nb4C3, Nb2C, и V4C3.

### Электронная структура
Чистые (безпримесные) максены обладают металлической проводимостью и высокой концентрацией носителей вблизи уровня Ферми, обусловленной d-электронами переходного металла. Однако, присоединение функциональных групп к максенам может привести к образованию запрещённой зоны, то есть максен станет полупроводником. Так, исследования, проведённые с помощью теории функционала плотности, показали, что соединения M2XT2 являются в основном полупроводниками особенно, если T — кислород, а рост атомного номера переходного металла ведёт к увеличению ширины запрещённой зоны.
Некоторые максены могут быть топологическими диэлектриками, например Sc2C(OH)2.

## Свойства
Среди уникальных свойств максенов можно выделить высокие модуль Юнга, тепло- и электропроводность, а также настраиваемость ширины запрещённой зоны. Обладают хорошей изоляцией от электромагнитного излучения. Максены сильно выделяются среди других двумерных наноматериалов своей гидрофильностью и металлической проводимостью. Однако, они плохо держатся на поверхности других веществ и быстро окисляются
Существует три способа изменять свойства максенов:
- изменение состава;
- функционализация поверхности;
- изменение структуры (морфологии).

### Механические свойства
Исследования показали, что константы упругости максенов по крайней мере в два раза больше, чем у МАХ-фаз или других двумерных материалов, таких как MoS2. Однако, несмотря на то, что константа упругости ниже по сравнению с графеном, их жесткость на изгиб выше, что указывает на перспективу их использования в качестве армирующих элементов в композитах. Кроме того, благодаря наличию функциональных групп, максены лучше взаимодействуют с полимерными матрицами, чем графен, что позволяет использовать их в композитах.
Важной особенностью является уменьшение модуля Юнга как карбидных, так и нитридых максенов с увеличением числа слоев ({\displaystyle n}). К тому же соединения на основе нитридов обладают более высокими значениями, чем карбидные максены.
Наличие поверхностных окончаний снижает константы упругости, но увеличивает критические деформации. Эти значения намного выше графеновых, что является важной характеристикой для гибкой электроники.
Определение механических свойства максенов проводится с помощью наноиндентирования. Однако отсутствие контроля за поверхностными окончаниями максенов, наличие структурных дефектов и слабые интерфейсы композитов препятствуют механической оценке максенов. Можно сказать, что оценка механических свойств с различными группами функционализации еще не завершена.

### Тепловые свойства
Исследования по моделированию предсказали низкие коэффициенты теплового расширения и более высокие теплопроводности, чем у фосфорена и монослоя MoS2.
Поскольку максены анизотропные вещества, их теплопроводность можно менять меняя длину хлопьев.
Для кислородных поверхностных окончаний было выяснено, что теплопроводность растёт с ростом атомного номера переходного металла.

### Электрические свойства
Электрические свойства максенов могут быть изменены с помощью функционализации, стехиометрии или создания твёрдых растворов.
Так, экспериментально установлено, что электропроводность прессованных дисков из максенов аналогична многослойному графену (сопротивление от 22 Ом до 339 Ом, в зависимости от индекса {\displaystyle n} и химической формулы) и выше, чем у углеродных нанотрубок.

### Магнитные свойства
Наличие магнитных моментов у максенов пока является теоретической оценкой. Предсказано, что некоторые нетронутые соединения обладают магнитными моментами, такие как Ti4C3, Ti3CN, Fe2C, Cr2C и другие.
Известно, что Ti3CNTx и Ti4C3Tx становятся немагнитными при наличии функциональных групп, в то время как Cr2CTx и Cr2NTx остаются ферромагнитными при комнатной температуре при наличии OH и F групп, а Mn2NTx является ферромагнитным независимо от поверхностного терминирования.

### Оптические свойства
Для фотокаталитических, фотовольтаических, оптоэлектронных и прозрачных проводящих электродных устройств важно поглощение ультрафиолетового излучения. Так, карбид-титановые максены способны поглощать от 300 до 500 нм. Кроме того, в зависимости от толщины пленки она может иметь сильную и широкую полосу поглощения в области 700—800 нм, что приводит к бледно-зеленоватому цвету пленки.
Благодаря своей оптической прозрачности в видимой области и металлической проводимости, максены являются потенциальными кандидатами для применения в гибких прозрачных электродах, а их высокая отражательная способность в ультрафиолетовой области указывает на использование материалов для покрытия против ультрафиолетовых лучей.
Тем не менее, некоторые оптические характеристики, такие как эффективность люминесценции, цвета излучения, плазмонные и нелинейно-оптические свойства, ещё предстоит выяснить.

## Получение
На протяжении более десяти лет разработок методы синтеза максенов развились от химико-жидкостного травления до современных многочисленных методов травления, например электрохимическое травление и травление в расплаве солей.
Обычно максены получают из MAX фаз. Эти соединения характерны тем, что M — A металлическая связь слабее, чем M — X (ионная или ковалентная связь), позволяя легко проводить селективное удаление (травление) элементов групп A и производя хлопья максенов.
Успех травления макс-фаз зависит от правильного подбора концентрации травителя, температуры реакции и времени.
Помимо стратегий травления растворами, травление расплавленными солями представляет собой эффективный метод не только селективного удаления элемента A из различных MAX-фаз, но и возможности настройки функциональности поверхности.
максены можно получать, используя не-MAX фазы, имеющие общую формулу:
{\displaystyle (\mathrm {MC} )_{n}[\mathrm {Al} (\mathrm {A} )]_{m}\mathrm {C} _{m-1},}
где A — обычно кремний или германий. Отмечается, что синтез максенов из не-макс-фаз сильно расширяет их номенклатуру.

### Травление во фторсодержащих жидких растворах
Первые методы синтеза максенов использовали фторсодержащие растворы кислот, включая плавиковую кислоту (HF) и фтористую соль c соляной кислотой (HCl), в которые погружали порошок из макс-фаз.
Известно, что плавиковая кислота может быть также применена для получения максенов из макс-фаз, содержащих как алюминий, так и другие элементы, например Ga, в качестве A элемента, например: Ti2C, TiNbC, Ti3CN, Ta4C3, Nb2C, V2C, Nb4C3, Mo2C.
Процесс синтеза максена Ti3C2 из Ti3AlC2 макс-фазы может быть описан следующими реакциями:
{\displaystyle {\text{Ti}}_{3}{\text{AlC}}_{2}+\,3{\text{HF}}={\text{AlF}}_{3}+\,3/2{\text{H}}_{2}+{\text{ Ti}}_{3}{\text{C}}_{2},}
{\displaystyle {\text{Ti}}_{3}{\text{C}}_{2}+\,2{\text{H}}_{2}{\text{O}}={\text{Ti}}_{3}{\text{C}}_{2}\left({\text{OH}}\right)_{2}+{\text{H}}_{2},}
{\displaystyle {\text{Ti}}_{3}{\text{C}}_{2}+\,2{\text{HF}}={\text{Ti}}_{3}{\text{C}}_{2}{\text{F}}_{2}+{\text{H}}_{2}.}
Из-за сильной коррозионной активности и опасности HF, её применение подвержено некоторым ограничениям. Поэтому в 2014 году был предложен эквивалент плавиковой кислоты — смесь LiF/HCl, который является более мягким и безопасным травителем, чем HF. К тому же этот метод приводит к получению высокочистых максенов с лучшими свойствами благодаря наличию катионов.
Подобно использованию LiF другие фториды, такие как: KF, NaF, CsF, FeF3, CaF2 также подходят для травления Ti2CTx, V2CTx, Ti3CNTx, Cr2TiC2Tx.

### Гидротермическое травление
Увеличить эффективность синтеза максенов можно, если использовать более высокие температуры травления. Однако рост температуры приводит к испарению травителя, что небезопасно, если травление идёт открытым способом.
Проблему можно решить, если использовать автоклаву, в которой температуры могут достигать значений выше 100 °C. Такой метод называется гидротермическим.

### Электрохимическое травление
Процесс травления макс-фаз можно ускорить, если использовать электролиз. В отличие от химического травления электрохимическое имеет две реакции — анодную и катодную, которые происходят на границах между травильным раствором и электродами. Контролируя разность потенциалов (потенциал травления) в диапазоне потенциала реакции между слоем A и слоем M, можно добиться селективного удаления атомного слоя A в макс-фазе.
Так, в 2017 году было продемонстрировано электрохимическое травление Al из пористых электродов Ti2AlC в разбавленной соляной кислоте с образованием слоя максенов Ti2CTx на Ti2AlC.

### Травление в расплаве соли
Травление расплавленной солью является еще одним методом получения максенов. Оно является предпочтительным методом для синтеза нитридных максенов и селективного травления других не-Al-содержащих макс-фаз.

### Другие методы
Кратко:
- травления йодом в безводном ацетонитриле (CH3CN) с последующим расслаиванием в растворе HCl;
- травление с использованием галогенидов;
- травление с использованием ультразвука;
- травление через термическое восстановление;
- травление водорослями — экзотический метод, использующий экстракты водорослей.

## Применения
Используются в медицине, электронике, исследуется их использование в системах хранения энергии. 

### Хранение энергии
Максены являются перспективными материалами для создания литий-ионных аккумуляторов нового поколения из-за их высокой электронной проводимости, удельной площади поверхности и емкости хранения Li при низком напряжении цепи, например: диффузионный барьер для ионов лития у Ti3C2 по крайней мере в пять раз меньше, чем у анатаза TiO2 и графита, обычно используемых материалов в этой области, а гравиметрическая емкость тонкой пленки Ti3C2Tx, то есть количество заряда, запасенного на грамм материала, была выше, чем у графита.
Тем не менее, применение максенов в электродах все еще имеет некоторые проблемы, которые необходимо преодолеть. Двумя основными ограничениями являются их повторная укладка в процессе изготовления электродов и контроль за окончанием, что снижает их ионную емкость.
Максены являются перспективными и в области суперконденсаторов, которые считаются альтернативой устройствам для хранения энергии, благодаря их более длительной циклической стабильности и более высокой скорости заряда/разряда, чем у батарей. Они также показывают лучшие характеристики по сравнению с графеновыми электродами.

### Мембраны и сенсоры
Максены могут выступать в качестве мембран. Они показывают отличные бактерицидные свойства против E. coli и B. subtilis. А их гидрофильное поведение также благоприятствует процессам очистки и разделения воды, таким как опреснение.
Более того, синтезированные из Ti3C2Tx мембраны показали селективность по H2/CO2 лучше, чем современные мембраны, что позволяет использовать их для производства водорода, очистки H2 и улавливания углекислого газа.
Интерес к максенам как сенсорам обусловлен их металлической проводимостью, биосовместимостью, обилием адсорбционных участков и хорошей дисперсией в водной фазе, что может привести к низким электрическим шумам, низкому пределу обнаружения и высокому сигналу — основным требованиям к высокочувствительным сенсорам. Оценки показали, что максены пригодны в анализе относительной влажности, ферментов, газов, фенола, адсорбции макромолекул и клеток (нейромедиаторы дофамина), биомаркеров рака, нейронной активности, адреналина и другого.

### Трибология
Для снижения трения и износа в различных областях применения, от зубчатых передач до медицинских имплантатов для замены суставов, используются трибологические слоистые материалы, такие как графит, MoS2 и гексагональный нитрид бора.
Максены могут стать более эффективными трибологическими материалами, поскольку они обладают высокой площадью поверхности, графеноподобной морфологией и отличными механическими свойствами.
Так, добавление Ti3C2Tx улучшило смазывающие свойства масла, значительно снизив коэффициент трения.

### Другие применения
Максены применимы также в:
- опто- и спинтронике;
- экологии[как?];
- биомедицине;
- катализаторах на основе реакции выделения водорода;
- полиметаллических матричных композитах.